# José Vieira Alvernaz
José Vieira Alvernaz (ur. 5 lutego 1898 w Ribeirinha na Azorach, zm. 13 marca 1986) – portugalski duchowny rzymskokatolicki, biskup kocziński, arcybiskup Goa i Damanu, patriarcha Wschodnich Indii. Ostatni Portugalczyk na katedrze patriarszej w Goa.

## Biografia
20 czerwca 1920 otrzymał święcenia prezbiteriatu.
13 sierpnia 1941 papież Pius XII mianował go biskupem koczińskim. 1 grudnia 1941 przyjął sakrę biskupią z rąk biskupa Angry Guilherme'a Augusto Inácio da Cunha Guimarãesa. Współkonsekratorami byli biskup Bragançy i Mirandy Abílio Augusto Vaz das Neves oraz biskup pomocniczy Goa i Damanu Manuel Marilla Ferreira da Silva SMP.
23 grudnia 1950 ten sam papież mianował go koadiutorem arcybiskupa Goa i Damanu José da Costy Nunesa oraz arcybiskupem tytularnym anasarthańskim. 16 września 1953, po awansie poprzednika do Watykanu, objął archidiecezję. Otrzymał również związany z tym arcybiskupstwem tytuł patriarchy Wschodnich Indii.
Za jego pontyfikatu, 18 grudnia 1961, doszło do zaboru Indii Portugalskich przez Indie.
Jako ojciec soborowy wziął udział w soborze watykańskim II. Na emeryturę odszedł 22 lutego 1975, dwa lata po osiągnięciu wieku emerytalnego.